# Game Center

Game center logo

Game Center je online multiplayerová sociální herní síť, založená společností Apple Inc. Umožňuje uživatelům pozvat své přátele aby hráli hru, spustit hru pro více hráčů, sledovat jejich úspěchy a porovnat vzájemně skóre. Vznik Game Centra byl oznámen 8. dubna 2010, a stal veřejně dostupným s vydáním iOS 4.1 v 8. září 2010, později v listopadu se stal s iOS 4.2 dostupný i pro iPad. Služba prošla významnou aktualizací v říjnu 2010 s iOS 5.
16. února 2012, bylo oznámeno, že Apple Game Center bude integrováno do nejnovější verze OS X, Mountain Lion, vydáno 25. července 2012. Některé hry díky tomu sdílejí funkčnost mezi iOS a Mac OS X zařízeními. 